# Карлуш Моедаш
Вижте пояснителната страница за други личности с името Карлуш.
Карлуш Мануел Фелиш Моедаш (на португалски: Carlos Manuel Félix Moedas) е португалски политик от Социалдемократическата партия.

## Биография
Роден е на 10 август 1970 година в Бежа в семейството на журналист и шивачка. Завършва строително инженерство в Лисабонския университет, след което работи във Франция. През 2000 година защитава магистратура по бизнес администрация в Харвардския университет и работи в „Голдман Сакс“, „Ойрохипо“ и консултантски фирми в областта на недвижимите имоти. След започването на Португалската дългова криза през 2010 година участва в разработването на антикризисния план на Социалдемократическата партия, след което оглавява агенцията за неговото изпълнение.
През 2014 – 2019 година Карлош Моедаш става еврокомисар за изследванията, науката и иновациите в комисията „Юнкер“. От 2021 година е кмет на португалската столица Лисабон.